# 勝田駐屯地
勝田駐屯地（かつたちゅうとんち、JGSDF Camp Katsuta）は、茨城県ひたちなか市勝倉3433に所在し陸上自衛隊施設学校等が駐屯する陸上自衛隊の駐屯地である。

## 概要
最寄の演習場は、勝田小演習場、水戸渡河演習場および七会訓練場。
駐屯地司令は、陸上自衛隊施設学校長が兼務。なお、本駐屯地には会計隊および駐屯地業務隊が存在しない。

## 沿革
- 1945年（昭和20年）7月17日：日立艦砲射撃により日立兵器株式会社（水戸工場）が壊滅。

警察予備隊勝田駐屯地部隊
- 1951年（昭和26年）
  - 5月1日：勝田駐屯地部隊が発足[1]。
  - 9月3日：旧日立精機工場跡に警察予備隊勝田教習所が創立。

保安隊勝田駐屯地
- 1952年（昭和27年）
  - 1月7日：駐屯地の保安隊への移管に伴い、警察予備隊勝田教習所は保安隊施設学校へ改称[2]。
  - 10月15日：独立第1施設群本部が編成[1]。
  - 11月22日：独立第530施設大隊が編成完結。
  - 12月10日：独立第1施設群本部が南恵庭駐屯地に移駐。

陸上自衛隊勝田駐屯地
- 1954年（昭和29年）
  - 7月1日：

  1. 陸上自衛隊設置に伴い勝田駐屯地が開設される[3]。
  2. 保安隊施設学校は陸上自衛隊施設学校へ改称[4]。
  3. 独立第530施設大隊が第101施設大隊に称号変更。

  - 10月　　：第107施設大隊が新編。
- 1956年（昭和31年）1月25日：第101施設大隊が施設教導大隊に改編。
- 1960年（昭和35年）
  - 3月25日：第317地区施設隊が新編。
  - 4月　　：第317地区施設隊が駒門駐屯地へ移駐。
- 1961年（昭和36年）8月17日：第1施設団新編に伴い、第107施設大隊が同団隷下に編入。
- 1962年（昭和37年）8月14日：第107施設大隊の主力3個中隊が高田駐屯地に移駐。
- 1968年（昭和43年）8月9日：第107施設大隊の1個中隊が高田駐屯地に移駐。
- 1975年（昭和50年）8月1日：施設教導大隊が施設教導隊に改編。
- 2002年（平成14年）
  - 3月26日：後方支援体制変換に伴い、施設教導隊の整備部門を東部方面後方支援隊施設教育直接支援中隊に移管。
  - 3月27日：東部方面後方支援隊が新編され、隷下部隊として施設教育直接支援中隊（施設学校等を支援）を新編。

- 2008年（平成20年）3月26日：警務隊改編。第111地区警務隊勝田連絡班を廃止し、第127地区警務隊勝田連絡班に改編。
- 2011年（平成23年）10月16日：陸上自衛隊勝田駐屯地・施設学校開設60周年記念行事の開催。

## 駐屯部隊・機関

### 防衛大臣直轄部隊・機関
- 陸上自衛隊施設学校
  - 施設教導隊
- 警務隊
  - 東部方面警務隊
    - 第127地区警務隊
      - 勝田連絡班

### 東部方面隊隷下部隊
- 東部方面後方支援隊
  - 施設教育直接支援中隊
- 東部方面システム通信群
  - 第105基地システム通信大隊
    - 第320基地通信中隊
      - 勝田派遣隊

## 最寄の幹線交通
- 高速道路：常磐自動車道 那珂IC、北関東自動車道（東水戸道路） ひたちなかIC
- 一般道：国道6号、国道50号、国道118号、国道245号、国道349号、茨城県道38号那珂湊那珂線、茨城県道63号水戸勝田那珂湊線、茨城県道112号阿波山徳蔵線
- 鉄道：JR東日本常磐線 勝田駅、ひたちなか海浜鉄道湊線 金上駅
- 港湾：茨城港（重要港湾）、大津港（地方港湾）
- 飛行場：百里飛行場（その他の飛行場）

## 重要施設
- 日本原子力研究開発機構（那珂郡東海村）
- 三菱原子燃料（加圧水型軽水炉（PWR）用燃料の一貫製造メーカー）（那珂郡東海村）
- 原子燃料工業（同上）（那珂郡東海村）
- 東海発電所（解体中）・東海第二発電所（那珂郡東海村）
- 常陸那珂火力発電所（出力100.0万kW。石炭）（ひたちなか市、那珂郡東海村）
- 高萩国家備蓄倉庫（ニッケル、クロム、タングステン、コバルト、モリブデン、マンガン、バナジウムの7種全計11.3万tを備蓄）（高萩市）
- 日立製作所（日立市とひたちなか市は日製の企業城下町である）
- 東京航空局常陸太田航空衛星センター（常陸太田市）

## 特徴
他の施設隊ではなかなか見ることの出来ないような希少な装備、坑道掘削装置などの装備も配備されている。
戦時中の歴史を説明する「防衛館」が併設され、戦時中の日本軍の装備が展示され、水戸水兵部隊、水戸工兵部隊、航空部隊についての説明がなされている。主にこの博物館で展示されているのは、第二次大戦時に墜落したB-29の破片や、戦闘機の搭乗員が被弾した際に着用していた「血染めの飛行帽」などがある。また、日露戦争時の軍人が着用していた軍服もある。